# Operazione Plumbbob
La serie di test nucleari denominata Operazione Plumbbob si riferisce alle detonazioni nucleari condotte dagli Stati Uniti d'America nel sito di test del Nevada, tra il 28 maggio e il 7 ottobre 1957. L'operazione contò un totale di 29 test e fu la più grande, più lunga e più contestata serie di test mai condotta nel territorio degli Stati Uniti d'America continentali.

## Preparazione e svolgimento
L'operazione, che si colloca cronologicamente tra due serie di test nucleari svolte sempre nel sito di test nevadese, il Project 57 e il Project 58/58A, entrambe volte al miglioramento della sicurezza degli ordigni, coinvolse ben ventuno laboratori e agenzie governative, e addirittura uno dei 29 test che composero la serie fu associato alla più grande manovra di truppe mai associata a un test nucleare. Nel corso dei 29 test furono sperimentate soluzioni che portarono allo sviluppo di testate da utilizzare non solo con missili balistici intercontinentali o a raggio intermedio, ma anche con armi di difesa aerea e anti-sommergibili, e fu condotto un totale di 43 test inerenti agli effetti delle esplosioni su strutture militari e civili, nonché agli studi biomedici sulle radiazioni.
In tutto circa 18 000 militari statunitensi facenti parte dell'aeronautica militare, dell'esercito, della marina militare e del corpo dei marines presero parte a due esercitazioni, denominate Desert Rock VII e VIII, effettuate in concomitanza con alcuni test della serie Plumbbob. Gli statunitensi erano infatti interessati a capire come il soldato medio avrebbe reagito, sia fisicamente che psicologicamente, alla visione e all'esperienza di un campo di battaglia nucleare.
Come detto, durante l'operazione Plumbbob furono condotti anche studi biomedici, i quali coinvolsero circa 1 200 maiali. Nel test Priscilla, ad esempio, che vide l'esplosione di un ordigno da 37 kt, ben 719 maiali furono usati in vari esperimenti svolti nel bacino di Frenchman Flat. Alcuni di questi furono vestiti con tute realizzate in diversi materiali e posti in gabbie rialzate, il tutto al fine di capire quale materiale avrebbe garantito una migliore protezione dalla radiazione termica (come riportato dal documentario Dark Circle, realizzato dalla PBS, questi maiali sopravvissero, anche se riportarono ustioni di terzo grado sull'80% del corpo), mentre altri furono messi in recinti posti dietro a grandi lastre di vetro e siti ad apposite distanze dall'ipocentro dell'esplosione in modo da testare gli effetti dei detriti vaganti su bersagli viventi.

Altri studi ancora riguardarono la contaminazione e il fallout nucleare derivante dalla detonazione accidentale di un ordigno, e furono portati avanti progetti inerenti al moto della terra e all'emissione neutronica.
Dei 29 test, alcuni riguardarono anche la sicurezza e furono condotti per determinare la possibilità della detonazione di un'arma nucleare durante un incidente; ad esempio, il 26 luglio 1957, il test di sicurezza denominato Pascal-A fu realizzato facendo detonare un ordigno in una fossa presente nel sito nevadese, il che lo rese il primo test nucleare sotterraneo mai condotto, permettendo di ottenere dati su come prevenire l'innesco della fissione in caso di detonazione accidentale dell'esplosivo convenzionale presente nella bomba.
Tra i vari test, è poi da menzionare il test denominato John, realizzato il 19 luglio 1957, che fu l'unico condotto con una testata nucleare montata su un missile AIR-2 Genie dall'aeronautica militare. Il missile fu lanciato da un F-89J Scorpion al di sopra del bacino di Yucca Flat, nel Nevada National Security Site. Nel frattempo, al suolo, l'aeronautica aveva organizzato un evento di pubbliche relazioni con cinque ufficiali dell'aeronautica e un video operatore che avevano accettato di stare esattamente sotto il punto in cui sarebbe avvenuta l'esplosione, che ebbe luogo tra i 5 600 e i 6100 m di quota, il tutto al fine di dimostrare la possibilità di utilizzare armi nucleari al di sopra della popolazione civile senza che vi fossero rischi sull'incolumità di questa. Nel 2012, l'operatore e l'ultimo degli ufficiali sopravvissuti si incontrarono in un ristorante di Dallas per ricordare l'accaduto. I cinque ufficiali erano: il colonnello Sidney C. Bruce, poi professore di ingegneria elettrica all'Università del Colorado, morto nel 2005; il tenente colonnello Frank P. Ball, morto nel 2003; il maggiore John w. Hughes II, morto nel 1990; il maggiore Norman B. Bodinger, morto nel 1997 e il maggiore Donald A. Luttrell, morto nel dicembre del 2014; l'operatore video, invece, era Akira "George" Yoshitake, morto nell'ottobre del 2013.
Ancora, il test Rainier, condotto il 19 settembre 1957 con un ordigno che sprigionò una potenza pari a 1,7 kt, fu il primo test sotterraneo del tutto contenuto, ossia in cui non ci fu rilascio in atmosfera di alcun prodotto di fissione, e divenne il prototipo per più potenti e vasti test sotterranei.

## Il lancio di una lastra d'acciaio
Durante il test denominato Pascal-B, una lamina d'acciaio del peso di 900 kg fu spazzata via dalla cima di una costruzione di prova a una velocità maggiore di 66 km/s, ossia più di 240000 km/h. Prima del test, il progettista Robert Brownlee aveva stimato che la forza dell'esplosione nucleare, combinata con la forma della costruzione, avrebbe accelerato la lamina fino a una velocità pari a sei volte la velocità di fuga della Terra. La velocità calcolata fu ritenuta sufficientemente interessante che il personale incaricato del test decise di puntare una telecamera ad alta velocità proprio sulla piastra. Sfortunatamente, quest'ultima apparve solo in un singolo fotogramma, il che consentì comunque di stabilire un limite inferiore del valore della sua velocità incredibilmente elevato. La piastra in questione non fu mai ritrovata, anche perché, proprio a causa della sua velocità, fu certamente vaporizzata dal calore sviluppato dal suo attrito con l'atmosfera.

## Test
| Nome           | Data e ora (UT)                | Fuso orario locale | Sito                                                                        | Altitudine + quota | Modalità, Scopo                                          | Tipo di ordigno                       | Potenza          | Fallout                                  | Fonti                                           | Note |
| -------------- | ------------------------------ | ------------------ | --------------------------------------------------------------------------- | ------------------ | -------------------------------------------------------- | ------------------------------------- | ---------------- | ---------------------------------------- | ----------------------------------------------- | --- |
| Boltzmann      | 28 maggio 1957, 11:55:00,2     | PST (-8 ore)       | NTS Area 7c 37.0947°N 116.0245°W                                            | 1294 m + 150 m     | da torre, sviluppo di armamenti                          | XW-40                                 | 12,0 kt          | Rilevato iodio-131, 1,9 MCi (70 PBq)     | [ 1 ] [ 10 ] [ 11 ] [ 12 ] [ 13 ] [ 14 ] [ 15 ] | Test della testata leggera a fissione amplificata XW-40. |
| Franklin       | 2 giugno 1957, 11:54:59,9      | PST (-8 ore)       | NTS Area T3 37.0477°N 116.022°W                                             | 1229 m + 90 m      | da torre, sviluppo di armamenti                          | XW-30 ?                               | 0,140 kt         | Rilevato iodio-131, 19 kCi (700 TBq)     | [ 1 ] [ 16 ] [ 15 ] [ 10 ] [ 13 ] [ 11 ]        | Test di una testata XW-30, risultato in una fiammella. Effettuato con successo nel test Franklin Prime, con più materiale fissile nel nocciolo e un diverso esplosivo convenzionale attorno ad esso.                                                                                               |
| Lassen         | 5 giugno 1957, 11:45:00,3      | PST (-8 ore)       | NTS Area B9a ~ 37.1347°N 116.0417°W                                         | 1595 m + 150 m     | da pallone, sviluppo di armamenti                        |                                       | 0,600 kt         | Rilevato iodio-131, 100 Ci (3 700 GBq)   | [ 1 ] [ 11 ] [ 16 ] [ 15 ]                      | Test risultato in una fiammella, si trattava del progetto di ordigno a fissione non amplificata con nocciolo formato solo da uranio arricchito. |
| Wilson         | 18 giugno 1957, 11:45:00,3     | PST (-8 ore)       | NTS Area B9a ~ 37.1347°N 116.0417°W                                         | 1589 m + 150 m     | da pallone, sviluppo di armamenti                        | XW-45X1                               | 10,0 kt          | Rilevato iodio-131, 1,5 MCi (56,0 PBq)   | [ 1 ] [ 11 ] [ 16 ] [ 15 ] [ 13 ]               | Test di una testata XW-45X1 con modulo primario Swan, nocciolo composito e fissione amplificata da gas di trizio. |
| Priscilla      | 24 giugno 1957, 13:30:00,1     | PST (-8 ore)       | NTS Area 5 36.798°N 115.9298°W                                              | 940 m + 210 m      | da pallone, sviluppo di armamenti                        | Stadio primario di una bomba Mk-15/39 | 37,0 kt          | Rilevato iodio-131, 5,8 MCi (210 PBq)    | [ 1 ] [ 15 ] [ 10 ] [ 13 ] [ 11 ]               | |
| Coulomb-A      | 1º luglio 1957, 17:30:??       | PST (-8 ore)       | NTS Area S3h 37.053°N 116.034°W                                             | 1231 m + 0         | a terra, test di sicurezza                               | XW-31                                 | Nessuna fissione |                                          | [ 1 ] [ 16 ] [ 15 ] [ 13 ] [ 11 ] [ 12 ]        | Test di sicurezza, positivo. |
| Hood           | 5 luglio 1957, 11:40:00,1      | PST (-8 ore)       | NTS Area B9a ~ 37.1347°N 116.0417°W                                         | 1285 m + 460 m     | da pallone, sviluppo di armamenti                        | Swan                                  | 74,0 kt          | Rilevato iodio-131, 11 MCi (410 PBq)     | [ 1 ] [ 16 ] [ 15 ] [ 10 ] [ 11 ]               | Il più potente test atmosferico condotto negli Stati Uniti d'America continentali. Si trattò di un ordigno termonucleare a due stadi, sebbene l'AEC avesse sostenuto che non fossero mai state testate bombe termonucleari nel sito nevadese.                                                      |
| Diablo         | 15 luglio 1957, 11:30:00,1     | PST (-8 ore)       | NTS Area T2b 37.1502°N 116.1095°W                                           | 1367 m + 150 m     | da torre, sviluppo di armamenti                          | Swan                                  | 17,0 kt          | Rilevato iodio-131, 2,5 MCi (93 PBq)     | [ 1 ] [ 16 ] [ 15 ] [ 10 ] [ 11 ]               | Ordigno a due stadi molto simile a quello usato nel test Shasta. Fu fatto detonare dopo un tentativo andato a vuoto tre giorni prima. |
| John           | 19 luglio 1957, 14:00:04,6     | PST (-8 ore)       | NTS 37°N 116.0539°W; Detonazione sopra il sito di test 37.1605°N 116.0539°W | 1280 m + 5639 m    | Missile da alta atmosfera (30–80 km), effetti delle armi | W-25                                  | 2,0 kt           | Rilevato iodio-131, 6,1 MCi?             | [ 1 ] [ 15 ] [ 10 ] [ 13 ] [ 11 ]               | Test del missile aria-aria AIR-2A Genie. Il test fu reso famoso per la presenza, al di sotto dell'ipocentro e durante la detonazione, di cinque ufficiali dell'aeronautica e un operatore video.                                                                                                   |
| Kepler         | 24 luglio 1957, 11:49:59,9     | PST (-8 ore)       | NTS Area 4 37.09549°N 116.10354°W                                           | 1318 m + 150 m     | da torre, sviluppo di armamenti                          | Testata XW-35                         | 10,0 kt          | Rilevato iodio-131, 1,7 MCi (63 PBq)     | [ 1 ] [ 16 ] [ 15 ] [ 10 ] [ 13 ] [ 11 ]        | Test di una testata da missile balistico intercontinentale, simile a quella usata nel test Koa dell’operazione Hardtack I. |
| Owens          | 25 luglio 1957, 13:29:59,7     | PST (-8 ore)       | NTS Area B9b ~ 37.1347°N 116.0417°W                                         | 1260 m + 150 m     | da pallone, sviluppo di armamenti                        | XW-51 ?                               | 9,7 kt           | Rilevato iodio-131, 1,7 MCi (63 PBq)     | [ 1 ] [ 16 ] [ 15 ] [ 13 ] [ 11 ]               | Piccolo ordigno al plutonio a fissione amplificata, progenitore della testata XW-51. |
| Pascal-A       | 26 luglio 1957, 08:00:00,0     | PST (-8 ore)       | NTS Area U3j 37.05175°N 116.03415°W                                         | 1202 m - 150 m     | pozzo sotterraneo, test di sicurezza                     |                                       | 0,055 kt         | Rilevato iodio-131, 10 kCi (370 TBq)     | [ 1 ] [ 15 ] [ 10 ] [ 11 ]                      | Test di sicurezza dall'esito negativo. Ci si aspettava che la potenza da fissione sprigionata sarebbe stata inferiore a quella di 1 kg di tritolo. |
| Stokes         | 7 agosto 1957, 12:25:00,2      | PST (-8 ore)       | NTS Area B7b ~ 37.0866°N 116.0245°W                                         | 1250 m + 460 m     | da pallone, sviluppo di armamenti                        | XW-30                                 | 19,0 kt          | Rilevato iodio-131, 2,8 MCi (100 PBq)    | [ 1 ] [ 16 ] [ 15 ] [ 10 ] [ 13 ] [ 11 ]        | Test di un'arma nucleare da demolizione. |
| Saturn         | 10 agosto 1957, 00:59:55,1     | PST (-8 ore)       | NTS Area U12c.02 37.19355°N 116.20059°W                                     | 1231 m - 39,01 m   | tunnel, test di sicurezza                                | XW-45X1                               | 5·10-5 kt        |                                          | [ 1 ] [ 15 ] [ 13 ] [ 11 ] [ 17 ]               | Test di sicurezza positivo. |
| Shasta         | 18 agosto 1957, 12:00:00,0     | PST (-8 ore)       | NTS Area 2a 37.128°N 116.1073°W                                             | 1339 m + 150 m     | da torre, sviluppo di armamenti                          | Swan                                  | 17,0 kt          | Rilevato iodio-131, 2,5 MCi (93 PBq)     | [ 1 ] [ 16 ] [ 15 ] [ 10 ] [ 11 ]               | Stadio primario di un ordigno termonucleare a due stadi. |
| Doppler        | 23 agosto 1957, 12:30:00,1     | PST (-8 ore)       | NTS Area B7b ~ 37.0866°N 116.0245°W                                         | 1282 m + 460 m     | da pallone, sviluppo di armamenti                        | XW-34 ?                               | 11,0 kt          | Rilevato iodio-131, 1,7 MCi (63 PBq)     | [ 1 ] [ 16 ] [ 15 ] [ 10 ] [ 13 ] [ 11 ]        | Ordigno a implosione a fissione amplificata, possibile test di una testata XW-34. |
| Pascal-B       | 27 agosto 1957, 22:35:00,0     | PST (-8 ore)       | NTS Area U3d 37.04903°N 116.0347°W                                          | 1229 m - 150 m     | pozzo sotterraneo, test di sicurezza                     |                                       | 0,3 kt           |                                          | [ 1 ] [ 16 ] [ 15 ] [ 10 ] [ 11 ]               | Test sotterraneo di sicurezza, negativo. |
| Franklin Prime | 30 agosto 1957, 12:39:59,9     | PST (-8 ore)       | NTS Area B7b ~ 37.0866°N 116.0245°W                                         | 1282 m + 230 m     | da pallone, sviluppo di armamenti                        |                                       | 4,7 kt           | Rilevato iodio-131, 690 kCi (26 000 TBq) | [ 1 ] [ 16 ] [ 15 ] [ 10 ] [ 13 ] [ 11 ]        | Secondo test Franklin con più uranio arricchito nel nocciolo. |
| Smokey         | 31 agosto 1957, 12:30:00,0     | PST (-8 ore)       | NTS Area T2c 37.18712°N 116.06887°W                                         | 1367 m + 210 m     | da torre, sviluppo di armamenti                          | Stadio primario di una bomba TX-41    | 44,0 kt          | Rilevato iodio-131, 6,4 MCi (240 PBq)    | [ 1 ] [ 16 ] [ 15 ] [ 10 ] [ 13 ] [ 11 ] [ 18 ] | Primi due stadi di una bomba termonucleare a tre stadi, simile ai test Zuni e Tewa dell'operazione Redwing. Svolto in contemporanea con l'operazione Desert Rock VII, causò l'irradiazione di 3 000 persone. Fu l'ultimo lancio aereo in una zona precedentemente incontaminata del sito nevadese. |
| Galileo        | 2 settembre 1957, 12:40:00,0   | PST (-8 ore)       | NTS Area T1 37.053°N 116.1034°W                                             | 1294 m + 150 m     | da torre, sviluppo di armamenti                          |                                       | 11,0 kt          | Rilevato iodio-131, 1,9 MCi (70 PBq)     | [ 1 ] [ 16 ] [ 15 ] [ 10 ] [ 11 ]               | Test di un ordigno a fissiona amplificata svolto in contemporanea con l'operazione Desert Rock VIII. |
| Wheeler        | 6 settembre 1957, 12:45:00,0   | PST (-8 ore)       | NTS Area B9a ~ 37.1347°N 116.0417°W                                         | 1286 m + 150 m     | da pallone, sviluppo di armamenti                        | XW-51 ?                               | 0,197 kt         | Rilevato iodio-131, 27 kCi (1 000 TBq)   | [ 1 ] [ 16 ] [ 15 ] [ 13 ] [ 11 ]               | Test dell'ordigno già provato nel Lassen dopo una riprogettazione, possibile progenitore della testata per utilizzo su missile aria-aria XW-51. |
| Coulomb-B      | 6 settembre 1957, 20:05:00,6   | PST (-8 ore)       | NTS Area S3g 37.0427°N 116.0277°W                                           | 1225 m + 0         | a terra, test di sicurezza                               | XW-31                                 | 0,300 kt         | Rilevato iodio-131, 42 kCi (1 600 TBq)   | [ 1 ] [ 16 ] [ 15 ] [ 13 ] [ 11 ]               | Test di sicurezza dall'esito negativo. Ci si aspettava che la potenza da fissione sprigionata sarebbe stata inferiore a quella di 1 kg di tritolo. |
| Laplace        | 8 settembre 1957, 12:59:59,8   | PST (-8 ore)       | NTS Area B7b ~ 37.0866°N 116.0245°W                                         | 1282 m + 230 m     | da pallone, sviluppo di armamenti                        | XW-33 "Fleegle"                       | 1,0 kt           | Rilevato iodio-131, 140 kCi (5 200 TBq)  | [ 1 ] [ 16 ] [ 15 ] [ 11 ]                      | Test di un'arma nucleare del tipo "a cannone", come la famosa Little Boy, ma l'XW-33 era destinata a proiettili d'artiglieria. |
| Fizeau         | 14 settembre 1957, 16:44:59,8  | PST (-8 ore)       | NTS Area T3b 37.0336°N 116.0323°W                                           | 1220 m + 150 m     | da torre, sviluppo di armamenti                          | XW-34 ?                               | 11,0 kt          | Rilevato iodio-131, 1,7 MCi (63 PBq)     | [ 1 ] [ 16 ] [ 15 ] [ 10 ] [ 13 ] [ 11 ]        | Test di un ordigno a fissiona amplificata, forse il test di una bomba da profondità XW-34. |
| Newton         | 16 settembre 1957, 12:49:59,9  | PST (-8 ore)       | NTS Area B7a ~ 37.0866°N 116.0245°W                                         | 1282 m + 460 m     | da pallone, sviluppo di armamenti                        | XW-31                                 | 12,0 kt          | Rilevato iodio-131, 2,1 MCi (78 PBq)     | [ 1 ] [ 16 ] [ 15 ] [ 10 ] [ 13 ] [ 11 ]        | Test di una variante della testata XW-31, stadio primario a fissione amplificata di un modello termonucleare. |
| Rainier        | 19 settembre 1957, 16:59:59,45 | PST (-8 ore)       | NTS Area U12b 37.19573°N 116.20404°W                                        | 2295 m - 272,8 m   | tunnel, sviluppo di armamenti                            | W-25                                  | 1,7 kt           |                                          | [ 1 ] [ 16 ] [ 15 ] [ 10 ] [ 13 ] [ 11 ] [ 17 ] | Primo test nucleare sotterraneo ad alta profondità, utile a valutare la contaminazione e rilevazione con i sismografi, il test formò un camino di rocce distrutte che fornì dati sul possibile utilizzo di esplosivi nucleare nell'ingegneria mineraria.                                           |
| Whitney        | 23 settembre 1957, 12:29:59,8  | PST (-8 ore)       | NTS Area T2 37.1383°N 116.1184°W                                            | 1370 m + 150 m     | da torre, sviluppo di armamenti                          | Stadio primario di una bomba W27      | 19,0 kt          | Rilevato iodio-131, 2,9 MCi (110 PBq)    | [ 1 ] [ 16 ] [ 15 ] [ 13 ] [ 11 ]               | Test di uno stadio primario Swan a fissione amplificata per una bomba termonucleare W-27. |
| Charleston     | 28 settembre 1957, 12:59:59,9  | PST (-8 ore)       | NTS Area B9a ~ 37.1347°N 116.0417°W                                         | 1285 m + 460 m     | da pallone, sviluppo di armamenti                        |                                       | 12,0 kt          | Rilevato iodio-131, 1,8 MCi (67 PBq)     | [ 1 ] [ 16 ] [ 15 ] [ 10 ] [ 11 ]               | Test di piccolo ordigno termonucleare a due stadi. Il test fallì, dando origine a una fiammella quando il secondo stadio non venne innescato. |
| Morgan         | 7 ottobre 1957, 13:00:00,1     | PST (-8 ore)       | NTS Area B9a ~ 37.1347°N 116.0417°W                                         | 1285 m + 150 m     | da pallone, sviluppo di armamenti                        | XW-45X1 Swan/Flamingo                 | 8,0 kt           | Rilevato iodio-131, 1,2 MCi (44 PBq)     | [ 1 ] [ 16 ] [ 15 ] [ 13 ] [ 11 ]               | |

1. ↑  Gli Stati Uniti d'America, la Francia e il Regno Unito chiamano ogni loro singolo test con un nome in codice, mentre Unione Sovietica e Cina, salvo rari casi, non lo fanno, quindi i loro test sono identificati solo da numeri. Un trattino seguito da un numero indica un membro di un test a salve.
2. ↑  Per convertire l'ora universale in ora locale, si deve aggiungere alla prima il numero tra parentesi.
3. ↑  Nome del luogo e corrispettive coordinate. Nel caso di test missilistici, viene indicato il luogo di lancio del missile prima del luogo della detonazione. Mentre alcune località possono essere indicate con sicurezza, nel caso, ad esempio, di esplosioni in alta atmosfera, le indicazioni possono essere piuttosto inaccurate.
4. ↑  Con "altitudine" si intende l'altezza rispetto al livello del mare del terreno posto direttamente sotto l'esplosione, mentre con "quota" si intende la distanza tra tale punto e l'esplosione. Nel caso di test missilistici, il livello del terreno è indicato con "N/A". L'assenza di numeri o altre indicazioni sta a significare che il valore è sconosciuto.
5. ↑  L'energia liberata espressa in chilotoni e megatoni.
6. ↑  L'emissione nell'atmosfera circostante di neutroni pronti, laddove conosciuta. Se specificato, l'unico isotopo misurato è stato lo iodio-131, altrimenti significa che la ricerca è stata fatta per ogni isotopo.